# Eupithecia copaquillaensis
Eupithecia copaquillaensis es una especie de polilla de reciente descubrimiento de la familia Geometridae. La especie fue descrita por primera vez por Hector A. Vargas habiendo sido descrita en 2021 con distribución en Chile. El holotipo de la especie fue hayada en el valle de Copaquilla, de ahí su nombre, a 2800 metros (9186,4 pies) sobre el nivel del mar en las faldas occidentales de la Región de Arica y Parinacota del norte de Chile. Es una de dos especies del género, junto con E. tarapaca que se sabe se encuentra en las tierras altas áridas de las vertientes occidentales de los Andes en la parte más septentrional de Chile.

## Descripción

### Cabeza
La frente y el vértice de la cabeza son de color blanco cremoso con escamas dispersas de color gris pardusco. El palpo labial es del mismo color que las frondas y el vértice. La antena es filiforme, de color blanco cremoso dorsalmente, ciliada ventralmente, con los cilios más largos que el diámetro del flagelómero.

### Tórax
El tórax es de color blanco cremoso con escamas dispersas de color gris parduzco y marrón amarillento. Las patas anteriores son principalmente de color gris pardusco con escamas dispersas y espolones de color blanco cremoso. Las patas medias y traseras son más blanquecinas, con escamas dispersas de color gris parduzco. 

### Alas
Las alas anteriores son de color blanco cremoso con abundante gris pardusco y algunas escamas dispersas de color marrón amarillento. Tiene franjas transversales de color gris pardusco poco diferenciadas, más anchas y más oscuras cerca del margen costal, más estrechas y más claras hacia el margen posterior. Las alas traseras son de color blanco cremoso con franjas transversales de color gris pardusco poco diferenciadas cerca del margen posterior del ala y escamas dispersas de color gris pardusco en la mitad distal.

### Abdomen

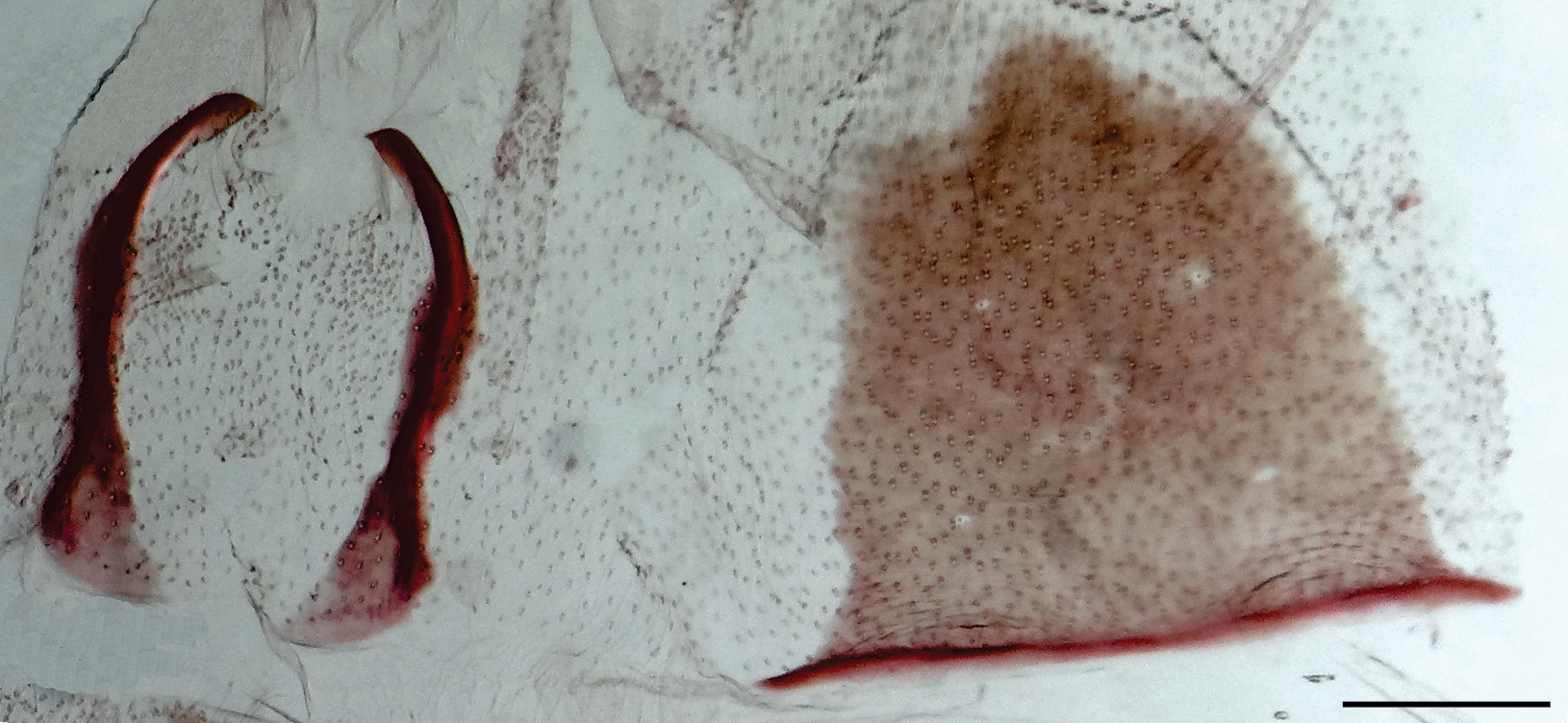
Segmento abdominal VIII masculino de E, copaquillaensis. Esternón (izquierda) en vista ventral - tergo (derecha) en vista dorsal. Barra de escala 0,2 mm

El abdomen es, al igual que sus alas, es de color blanco cremoso con escamas dispersas de color gris parduzco y marrón amarillento. El tergito VIII tiene forma cuadrada. El margen anterior es recto, claramente esclerotizado, ligeramente proyectado lateralmente, mientras que el margen posterior tiene proyección semicircular corta en el medio. El tergito VIII se asemeja a dos varillas longitudinales separadas y deprimidas anteriormente, curvadas medialmente posteriormente.